# Movilița (Vrancea)
Moviliţa é uma comuna romena localizada no distrito de Vrancea, na região de Moldávia. A comuna possui uma área de 57.88 km² e sua população era de 4014 habitantes segundo o censo de 2007.